# Isaac van Ostade

Zelfportret van Isaac van Ostade. 1641.

Isaac Jansz. van Ostade (gedoopt Haarlem, 2 juni 1621 – begraven aldaar, 16 oktober 1649) was een Nederlands schilder en tekenaar behorend tot de Hollandse School.
Hij was een jongere broer en leerling van Adriaen van Ostade en was actief in Haarlem vanaf 1629. In 1643 werd hij toegelaten tot het Haarlemse Sint-Lucasgilde. Van Van Ostade zijn zo'n 100 schilderijen bekend, waaronder voornamelijk genrestukken, landschappen en portretten.

## Galerij

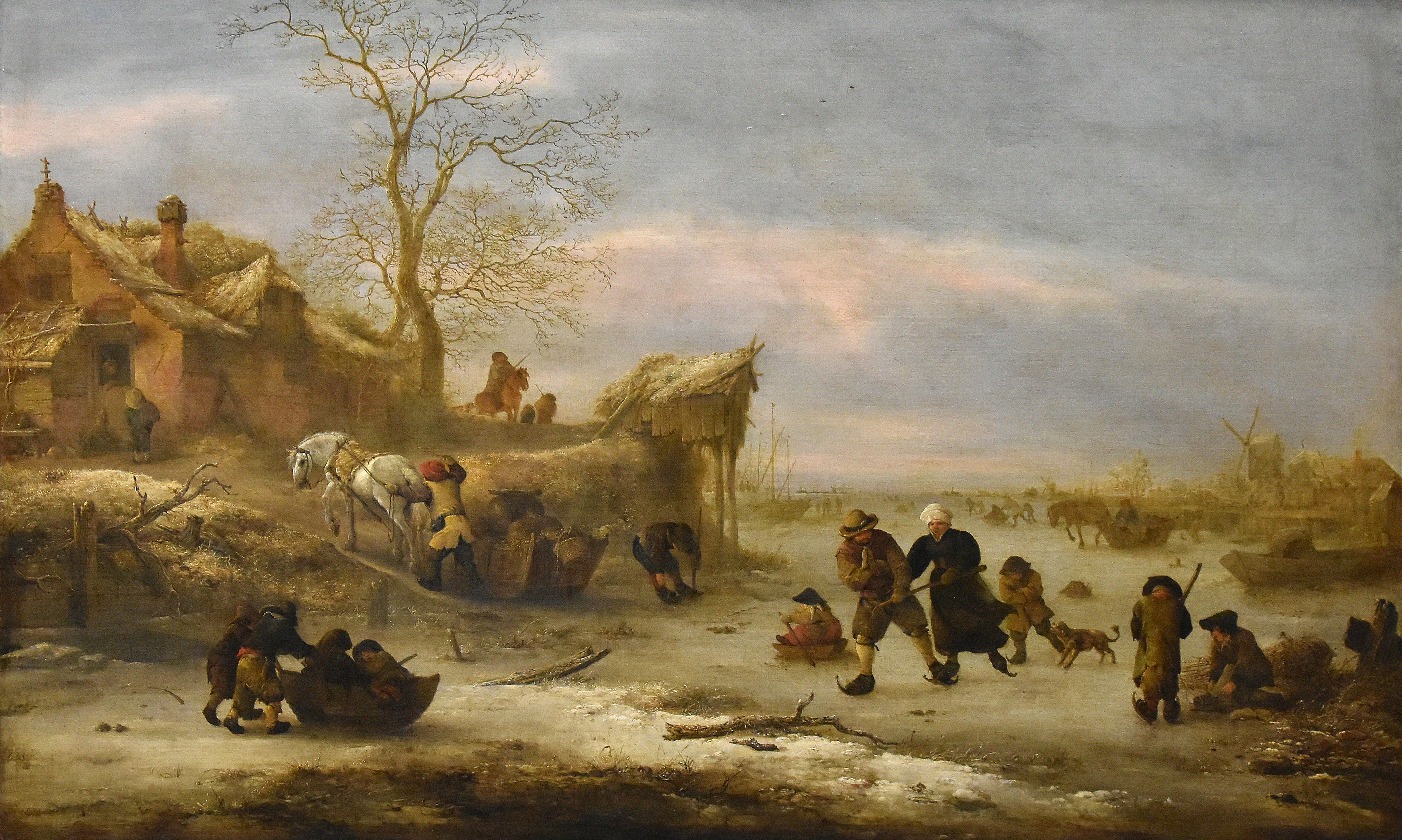
Bevroren rivier in het Louvre
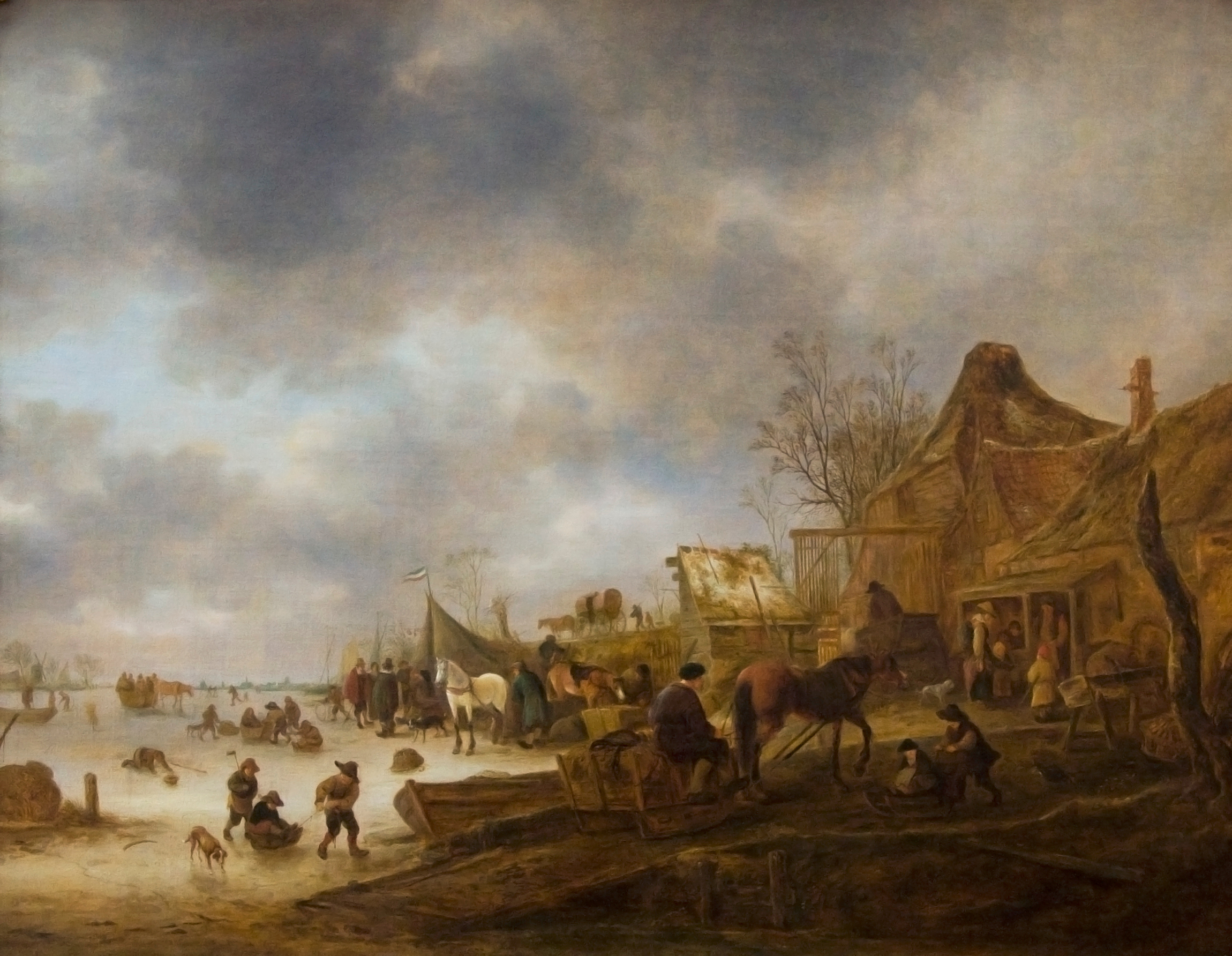
Winterlandschap (1645) in het Koninklijk Museum voor Schone Kunsten Antwerpen
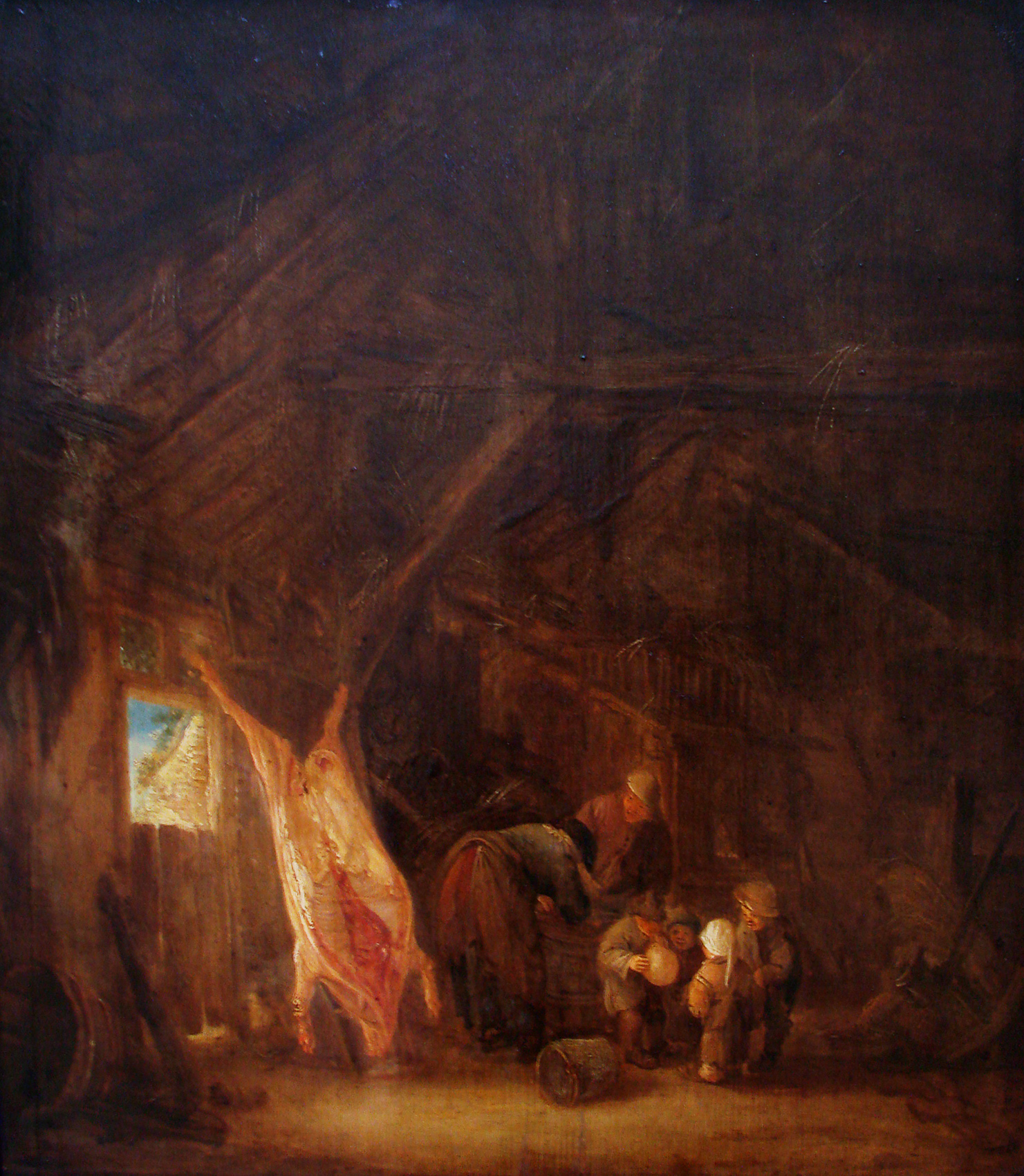
Opgespalkt varken in een boereninterieur 1645 in het Museum voor Schone Kunsten (Rijsel)

- Biblioteca Nacional de España: XX1369551
- Bibliothèque nationale de France: cb149529577 (data)
- Biografisch Portaal: 45060130
- Digitale Bibliotheek voor de Nederlandse Letteren: osta006
- Gemeinsame Normdatei: 11859043X
- International Standard Name Identifier: 0000 0000 6632 3137
- KulturNav: 5de6a371-84eb-4114-9d66-3068e150521b
- Library of Congress Control Number: n82090386
- National Gallery of Victoria: 6724
- Nationale Bibliotheek van Tsjechië: xx0057802
- Nationale Bibliotheek van Israël: 987007515209705171
- Nationale Bibliotheek van Polen: a0000003123708
- Nederlandse Thesaurus van Auteursnamen: 06871341X
- RKD-Nederlands Instituut voor Kunstgeschiedenis: 61083
- SNAC: w603088r
- Système universitaire de documentation: 15590020X
- Union List of Artist Names: 500013442
- Virtual International Authority File: 12574268
- WorldCat: E39PBJrCbXM7KmC4jMRggtGfv3